# Суюнов, Виталий Баймуратович
Виталий Баймуратович Суюнов (узб. Witalij Bajmuratowicz Sujunow; 22 мая 1937 — 23 апреля 2016) — советский футболист; тренер.
Начал карьеру в команде «Трудовые резервы» Ташкент (1958—1959). В 1960—1968 годах играл в «Пахтакоре», сыграл 19 матчей во втором эшелоне советского футбола (1964) и 221 — в первом, забил один гол — 28 сентября 1963 в домашнем матче с «Динамо» Тбилиси (2:2). По окончании игровой карьеры работал тренером. Был старшим тренером в командах «Пахтаарал» (1969), «Шахрихончи» (1970), «Труд» Джизак (1973—1974). В 1994 году стал помощником Рустама Акрамова в «Пахтакоре», конец сезона провёл в качестве главного тренера. Тренировал многие узбекистанские клубы, был тренером молодёжной, первой сборных Узбекистана.